# Phyllonorycter menaea
Phyllonorycter menaea là một loài bướm đêm thuộc họ Gracillariidae. Nó được tìm thấy ở Pakistan.